# Герб Високопільського району
Герб Високопільського району — офіційний символ Високопільського району, затверджений рішенням сесії районної ради.

## Опис
На срібному щиті золотий соняшник, супроводжуваний по сторонам колосками ячменю та пшениці. Вгорі над соняшником стилізований Тризуб, знизу колоски обвиті синьо-жовтою стрічкою з написом "Високопільський район", під якою вміщено гроно калини й лаврове та дубове листя.